# Preguntas frecuentes

Icono.

El término preguntas frecuentes (traducción al español de la expresión inglesa Frequently Asked Questions, cuya sigla es FAQ) se refiere a una lista de preguntas y respuestas que surgen frecuentemente dentro de un determinado contexto y para un tema en particular. 
En español, se pueden utilizar los siguientes acrónimos:
- P+F., preguntas más frecuentes.
- PP. FF., de uso reciente, poco utilizado (se utiliza más el acrónimo inglés F.A.Q.).
- P.U.F., de preguntas de uso frecuente, aunque menos utilizado.

## Historia
Los primeros sistemas FAQ fueron desarrollados en los años sesenta y eran unas interfaces construidos con lenguaje natural y su acceso era bastante restringido; entre los sistemas creados bajo este esquema estaba béisbol (1961), el cual respondía a preguntas sobre la liga de béisbol de los Estados Unidos en el periodo de un año. También estaba el sistema lunar (1972), el cual respondía preguntas sobre el análisis geológico de las piedras lunares obtenidas en las misiones de apoyo en los viajes a la luna; con base en estos sistemas y tras el éxito obtenido de ellos, se fueron desarrollando más; los cuales eran basados en una base de datos de conocimiento escrita de forma manual por expertos.
Aunque el término PP. FF. es de uso reciente, el concepto es muy antiguo. Por ejemplo, Matthew Hopkins escribió El Descubrimiento de las Brujas (1647) en forma de preguntas y respuestas. Otro famoso ejemplo de este concepto es el catecismo de Ripalda o también las primeras versiones del Manifiesto comunista, los Principios del Comunismo escrito por Friedrich Engels en 1847.
En el contexto de internet, las PP. FF. se originaron de la lista de correo de la NASA a comienzos de la década de los ochenta. Las primeras PP. FF. se desarrollaron en 1982, cuando el almacenamiento de información tenía todavía un coste muy elevado. En la lista de correos SPACE, se supuso que los usuarios almacenarían los mensajes anteriores, pero en la práctica esto no sucedió. Por este motivo, la dinámica de la lista de correo comenzó a transformarse en una repetición de preguntas que ya se habían respondido en mensajes anteriores.
La costumbre de publicar PP. FF. se extendió a otras listas de correo. La primera persona en publicar una lista de PP. FF. semanal fue Jef Poskanzer en USENET net.graphics/comp.graphics. Hoy en día, en USENET, preguntar por asuntos resueltos en las PP. FF. se considera una falta de netiquette, puesto que esto indicaría que el usuario no se molestó en consultar la lista antes de preguntar.

## Uso en la actualidad
En la actualidad, el término se utiliza para referirse a listas de preguntas frecuentes o cualquier listado de preguntas, independientemente de que se formulen con frecuencia o no.
El término PP. FF. —y el concepto de listas de preguntas— ha trascendido el ámbito de internet, y hoy en día es habitual verlo en folletos informativos sobre artículos de consumo.